# Andrew Ashworth
Andrew John Ashworth, CBE, QC (Hon), FBA (geb. 11. Oktober 1947) ist ein englischer Rechtswissenschaftler.

## Werdegang
Er erwarb 1968 seinen LLB an der London School of Economics, 1970 einen BCL in Oxford und 1973 einen PhD an der University of Manchester.
Nach Lehrtätigkeiten an der Universität Manchester (1970–1978), an der Universität Oxford (Fellow and Tutor in Law at Worcester College, 1978–1988) und als Edmund-Davies Professor of Criminal Law and Criminal Justice am King’s College London (1988–1997) war er von 1997 bis 2013 der Vinerian Professor für englisches Recht an der Universität Oxford, Fellow des All Souls College, und er war Vorsitzender des Sentencing Advisory Panel, bevor es 2010 abgeschafft wurde.
Ashworth wurde 2009 zum Commander of the Order des British Empire (CBE) ernannt.

## Wissenschaftliches Werk
Ashworth hat ausführlich über das englische Strafrecht geschrieben und war mehrere Jahre lang Herausgeber der Criminal Law Review, der wichtigsten britischen Zeitschrift zum Strafrecht.
In Oxford lehrte er Strafrecht und er unterrichtete Kurse zum Bachelor of Civil Law.
Seine Lehrbücher "Principles of Criminal Law" und "The criminal process" zählen zu den bedeutendsten Darstellungen des englischen Straf- und Strafprozessrechts.

## Publikationen
- Principles of Criminal law, Oxford University Press, 10. Auflage 2022 (von Jeremy Horder), ISBN 978-0-19-873373-7.
- The criminal process, Oxford University Press, 5. Auflage 2019 (mit Mike Redmayne und Liz Campbell), ISBN 978-3-16-151919-2.
- Preventive Justice, Oxford University Press, 2014 (mit Lucia Zedner)
- Sentencing Guidelines, Oxford University Press, 2013 (mit Julian V. Roberts)
- Postitive Obligations in Criminal Law, Hart Publishing, 2013
- Sentencing and Criminal Justice, Cambridge University Press, 2010